# چکاوک گلابرا
چکاوک گلابرا (نام علمی: Eremophila glabra) نام یک گونه از تیره گل‌میمونیان است.